# Doktryna Drago

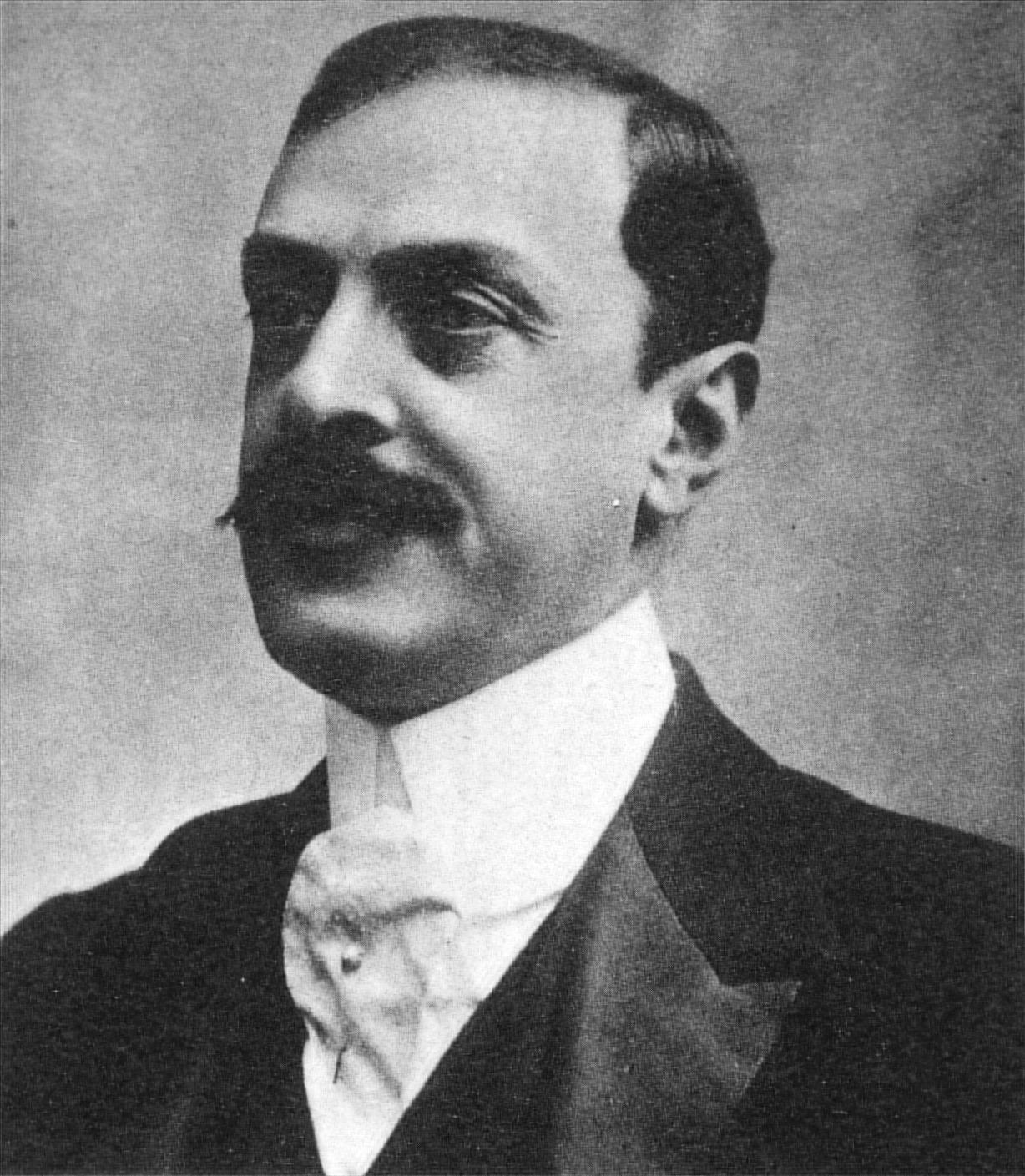
Luis María Drago

Doktryna Drago – doktryna dotycząca prawa międzynarodowego. Została ogłoszona przez Ministra Spraw Zagranicznych Argentyny Luisa M. Drago w 1902 roku. 
Doktryna ta stanowi sprzeciw interwencji zbrojnej poza granicami państwa w celu egzekwowania należności finansowych oraz zobowiązań prawno-publicznych. Dotyczyło działań zbrojnych państw europejskich w stosunku do Wenezueli.
Doktryna ta została dopracowana przez Carlosa Calvo, później zmodyfikowana przez amerykańskiego dyplomatę Horacego Portera.